# Вавилон Берлин
Вижте пояснителната страница за други значения на Вавилон.
Вавилон Берлин или Берлински Вавилон (на немски: Babylon Berlin) е германски игрален сериал. Действието се развива в Берлин преди и по време на Голямата депресия от 1929 година във Ваймарската република. Сценарият се базира на романите на Волкер Кучер.
Режисьори са Ахим фон Борис, Том Тиквер, Хенк Хандльогтен, а в ролите са Фолкер Брух, Лив Лиза Фрийс, Петер Курт, Матиас Бранд, Хана Херцпрунг, Северия Янусаускайте, Удо Самел, Иво Пицкер и др.
Към 2020 година филмът се състои от 3 сезона, но предстои заснемането на четвърти.